# アイドルばかり聴かないで
「アイドルばかり聴かないで」（アイドルばかりきかないで）は、2013年5月29日にT-Palette Recordsから発売された、Negicco通算12作目のシングル。

## 解説
2月発売の「愛のタワー・オブ・ラヴ」 に続く、結成10周年記念イヤーの第2弾シングル。タイトル・トラックは小西康陽がプロデュースを担当。Negiccoのサウンド・プロデュースを手掛けるconnieが、新潟で小西と会った時、小西から7インチ・アナログのリリースとともに、楽曲提供を要望されていたことから実現した。connieは、小西との最初の打ち合わせで“アイドルばかり聴かないで”というタイトル案を聞いたときから気に入り、“Negiccoが「アイドルばかり聴かないで」と歌う、そう考えただけでもう素晴らしい”と、その場で「それでお願いします!」と返したという。小西はこの曲を「アイドルに曲を書くのが夢だった高校・大学時代の自分に聴かせてやりたいくらいの、“私の中の筒美京平”が暴発したような作品です」 とコメントしている。
カップリングの「新しい恋のうた」は、これまでのNegicco楽曲と同様connieがプロデュースを担当。connieは「ピチカート・ファンの方ならすぐにわかると思いますが、これは小西さんへの愛です」 という。
シークレット・トラックには、ピチカート・ファイヴの小西作品で数多く聴かれる“A NEW STEREOPHONIC SOUND SPECTACULAR”をNegiccoメンバーが模したフレーズ他を収録。
タワーレコードのパノラマ動画用アプリ<タワレコパノラマムービー>では、「アイドルばかり聴かないで」のダンスショット・ヴァージョンが、スマートフォン（Androidのみ対応）とWEBサイトで閲覧可能。
「アイドルばかり聴かないで」は2013年7月から9月まで、テレビ東京「ゴッドタン」エンディング曲に採用された。

## 収録曲
1. アイドルばかり聴かないで
作詞・作曲・編曲：小西康陽
2. 新しい恋のうた
作詞・作曲・編曲：connie
3. アイドルばかり聴かないで -ネギ抜き- (inst)
4. 新しい恋のうた -ネギ抜き- (inst)
5. （シークレット・トラック）
6. （シークレット・トラック）
7. （シークレット・トラック）
8. （シークレット・トラック）
9. （シークレット・トラック）
10. （シークレット・トラック）

## クレジット
- 「アイドルばかり聴かないで」
- produced by 小西康陽 KONISHI yasuharu
- programming : 新井俊也 ARAI toshiya
- recorded and mixed by 廣瀬修 HIROSE osamu
- assistant engineer : 辻中聡佑 TSUJINAKA sosuke (MIT STUDIO)
- recorded and mixed at MIT STUDIO

- musicians :
  - 織田祐亮 ORITA yusuke
  - 須賀裕之 SUKA hiroyuki
  - CHICA STRINGS
  - 仁科かおり NISHINA kaori

- 「新しい恋のうた」
- produced by connie
- electric guitars : Zandhi
- background vocals : Hatsumi, Nao, Ririka, Hinata, Towako, Tamika, Nao, Kotomi (NPS)
- recording engineer : 井上一郎 INOUE ichiro (N-TRIBE)
- mixed by 廣瀬修 HIROSE osamu
- assistant engineer : 辻中聡佑 TSUJINAKA sosuke (MIT STUDIO)
- mixed at MIT STUDIO

- mastering engineer : 茅根裕司 CHINONE yuji (Sony Music Studios Tokyo)

- artist manager : 熊倉維仁 KUMAKURA yoshihito (Negi-Pro)
- artist promotion : 小幡龍一 OBATA ryuichi (Negi-Pro)
- label A&R : 雪田容史 YUKITA masafumi, 望月勝人 MOCHIZUKI katsuhito, 吉野省吾 YOSHINO shogo (TOWER RECORDS)
- label coordinator : 村木万里子 MURAKI mariko (TOWER RECORDS)
- label producer : 村上誠 MURAKAMI makoto (TOWER RECORDS)
- executive producer : 嶺脇育夫 MINEWAKI ikuo (TOWER RECORDS)

- voice trainer : 高田真樹子 TAKADA makiko
- choreographer : 宮田彩佳 MIYATA ayaka
- art producer : 小野清嗣 ONO seishi (ConceptConception*)

- special thanks : 高橋ニット takahashiknit, 豊島未来 TOYOSHIMA miku (JewelBLACK), はのせりさ HANOSE risa (JewelBLACK), Props Now

## DVD:TPRC-0043V
1. Music Video「アイドルばかり聴かないで」
2. Bonus Video「アイドルばかり聴かないで」MVメイキング映像

- music video
- 「アイドルばかり聴かないで」
- director : 小野清嗣 ONO seishi (ConceptConception*)
- edit director : 渡邉直 WATANABE nao (Hi-Edit)

- bonus video
- 「アイドルばかり聴かないで」MVメイキング映像
- director : 竹内道宏 TAKEUCHI michihiro

## 7":TPRV-0002

### A
1. アイドルばかり聴かないで
作詞・作曲・編曲：小西康陽

### B
1. 新しい恋のうた
作詞・作曲・編曲：connie

- 「アイドルばかり聴かないで」
- produced by 小西康陽 KONISHI yasuharu
- programming : 新井俊也 ARAI toshiya
- recorded and mixed by 廣瀬修 HIROSE osamu
- assistant engineer : 辻中聡佑 TSUJINAKA sosuke (MIT STUDIO)
- recorded and mixed at MIT STUDIO

- musicians :
  - 織田祐亮 ORITA yusuke
  - 須賀裕之 SUKA hiroyuki
  - CHICA STRINGS
  - 仁科かおり NISHINA kaori

- 「新しい恋のうた」
- produced by connie
- electric guitars : Zandhi
- background vocals : Hatsumi, Nao, Ririka, Hinata, Towako, Tamika, Nao, Kotomi (NPS)
- recording engineer : 井上一郎 INOUE ichiro (N-TRIBE)
- mixed by 廣瀬修 HIROSE osamu
- assistant engineer : 辻中聡佑 TSUJINAKA sosuke (MIT STUDIO)
- mixed at MIT STUDIO

- artist manager : 熊倉維仁 KUMAKURA yoshihito (Negi-Pro)
- artist promotion : 小幡龍一 OBATA ryuichi (Negi-Pro)
- label A&R : 雪田容史 YUKITA masafumi, 望月勝人 MOCHIZUKI katsuhito, 吉野省吾 YOSHINO shogo (TOWER RECORDS)
- label coordinator : 村木万里子 MURAKI mariko (TOWER RECORDS)
- label producer : 村上誠 MURAKAMI makoto (TOWER RECORDS)
- executive producer : 嶺脇育夫 MINEWAKI ikuo (TOWER RECORDS)

- voice trainer : 高田真樹子 TAKADA makiko
- choreographer : 宮田彩佳 MIYATA ayaka
- art producer : 小野清嗣 ONO seishi (ConceptConception*)

- special thanks : 高橋ニット takahashiknit, 豊島未来 TOYOSHIMA miku (JewelBLACK), はのせりさ HANOSE risa (JewelBLACK), Props Now